# Treehouse of Horror XV
«Treehouse of Horror XV» (укр. «Сімпсони і Гелоуїн XV») — п'ятнадцятий спецвипуск мультсеріалу «Сімпсони», присвячений Хелловіну.

## Заставка
У заставці ми бачимо, як іншопланетяни Канг і Кодос готують Сімпсонів на печі для їхнього боса. Коли їхній бос поїв, з його живота, який тріснув, виплив Барт, і іншопланетяни стають його новою родиною.

## Сюжет
Епізод складається з трьох історій.

### Недова зона
Куля, якою грається Гомер, потрапляє на голову Неда. У лікарні Нед виявляє, що отримав здатність визначати долю інших. Це ставалося знову і знову. Одного разу Гомер попросив Неда визначити його долю. Нед побачив, як стріляє в Гомера з пістолета. Коли він думає, що змінив долю, ще раз визначає долю Гомера, і бачить, як той знищує місто. Він просить Гомера не їхати на електростанцію. Гомер погоджується, але він мусить поїхати на день народження Ленні на електростанцію. Коли Гомер їсть торт у секторі 7G, Нед приїжджає туди і каже Гомерові не натискати на кнопку «Вибух реактора», але через мікрофон Гомер чує, що Нед хоче, щоб він знищив реактор. Нед бере у охоронця пістолет і вбиває Гомера, але коли той падає, його язик висувається і натискає на кнопку. Пізніше ми бачимо, як Гомер і Нед заходять у ворота раю і Гомер починає сперечатися з Мардж, а пізніше з Богом.
Історія пародіює розповідь Стівена Кінга «Мертва зона» (англ. Dead Zone).

### Чотири вбивства і похорон
Лондон, 1890 рік. Місцевий маніяк вбиває повій. За справу беруться детектив Ліса Сімпсон і доктор Бартлі, які хочуть розкрити справу швидше, ніж констебль Віггам. Розслідування приводить їх до брудного готелю, де відпочиває мільйонер Ебенізер Бернс. Там вони зустрічають маніяка і ловлять його. Але вони бачать, що на асфальті лежить свіжий труп повії. Вони приходять у суд і показують людям ніж, який пахне вугорним пирогом. Всі дізнаються, що це скоїв любитель пирогів з вугром, констебль Віггам. Він намагається втекти на повітряній кулі, але її пробиває летюча тарілка Канга і Кодоса.
Пізніше ми дізнаємося, що уся історія — це видіння сина констебля, Ральфа, який обкурився опієм.

### В животі у боса
На науковій виставці професор Фрінк демонструє машину, здатну зменшувати предмети. Як приклад він зменшує гігантську пігулку, яка виліковує від усіх хвороб, до розміру, що дозволяє проковтнути її. Тут же містер Бернс її ковтає. На жаль, перед процедурою зменшення всередину пігулки непоміченою пробралася Меґґі, і тепер вона, зменшившись разом з пігулкою, знаходиться всередині містера Бернса. Для її порятунку професор Фрінк зменшує Сімпсонів і відправляє їх на літальному апараті всередину містера Бернса. Там вони знаходять і рятують Меґґі, але через збільшення маси (від взятої на борт Меґґі) літальний апарат не може рухатися назовні. Тоді Гомер залишається всередині свого боса, даючи іншим можливість полетіти.